# Lago Narač
Il lago Narač (in bielorusso: На́рач, traslitterato Narač; in russo: На́рочь, Naroč'; in lituano: Narutis; in polacco: Narocz) è un lago della Bielorussia.
Situato nella Bielorussia nord-occidentale (Distretto di Mjadzel, Regione di Minsk), è il lago più grande della Bielorussia.  Si è formato circa 11 mila anni fa dopo le ere glaciali del Pleistocene. Ha una superficie di 79,6 km2, una lunghezza maggiore di 12,8 km, una profondità massima di 24,8 m, profondità media di 8,9 m, un volume di 710 milioni di metri cubi Il lago è circondato da foreste di pini. Suo emissario è il fiume Narač.